# 김시하
김시하(한국 한자: 金始河, 2013년 6월 18일 ~ )는 대한민국의 배우이다.

## 작품활동

### 드라마
- 2018년 KBS2 월화 미니시리즈 《최고의 이혼》
- 2021년 MBC 저녁 일일드라마 《밥이 되어라》 ... 어린 영신 (정우연 아역) 역
- 2021년 넷플릭스 오리지널 드라마 《지옥》
- 2021년 ~ 2022년 tvN 금토 미니시리즈 《배드 앤 크레이지》
- 2022년 JTBC 주말 미니시리즈 《클리닝 업》 ... 진시아 역
- 2022년 KBS2 월화 미니시리즈 《법대로 사랑하라》 ... 지아 역
- 2022년 KBS2 주말 드라마 《삼남매가 용감하게》 ... 어린 김소림 (김소은 아역) 역
- 2023년 MBC 저녁 일일드라마 《하늘의 인연》 ... 어린 해인 (전혜연 아역) 역

### 영화
- 2020년 영화 《삼진그룹 영어토익반》 ... 붕어사탕 아이 역
- 2020년 영화 《웅비와 인간 아닌 친구들》 ... 웅비 역
- 2021년 영화 《정말 먼 곳》 ... 설 역
- 2021년 영화 《저는 잘 있어요》 ... 단비 역
- 2021년 영화 《당신 얼굴 앞에서》
- 2022년 영화 《소설가의 영화》 ... 아이 역
- 2022년 영화 《감동주의보》 ... 어린 보영 (홍수아 아역) 역
- 2023년 영화 《소년들》 … 어린 조은아 역 (고주연 아역)